# Асланинське сільське поселення
Асла́нинське сільське поселення (рос. Коммунаровское сельское поселение) — муніципальне утворення у складі Ялуторовського району Тюменської області, Росія.
Адміністративний центр — село Аслана.

## Населення
Населення — 1129 осіб (2020; 1166 у 2018, 1245 у 2010, 1534 у 2002).

## Склад
До складу поселення входять такі населені пункти:
| Населений пункт       | Населення, осіб (2002) | Населення, осіб (2010) |
| --------------------- | ---------------------- | ---------------------- |
| Авазбакеєва, присілок | 270                    | 205                    |
| Аслана, село          | 750                    | 630                    |
| Красний Яр, присілок  | 201                    | 152                    |
| Озерна, присілок      | 138                    | 95                     |
| Осинова, присілок     | 175                    | 163                    |